# Следы оборотня
«Следы оборотня» — совместный советско-аргентинский фильм 1986 года режиссёра Альмантаса Грикявичюса.

## Сюжет
Аккредитованный в Аргентине советский журналист Алёшин становится свидетелем похищения местного фотокорреспондента Карденаса, который в последний момент тайно передаёт Алёшину фотоплёнку с запиской передать её миллионеру Уго Винчеро — герою улиц, выходцу из низов общества, горячо отстаивающему идею независимости своей страны от влияния зарубежного капитала.
Но после встречи с Алёшиным миллионер странно погибает. Алёшин и его друг, фотокорреспондент Вергар, проявляют плёнку: на ней оказывается запечатлена встреча очень важных в этой латиноамериканской стране людей, которые, однако, никак не должны быть вместе…
Нити расследования приводят Алёшина и Вергара к нацистским преступникам, скрывающимся в стране под разными личинами, ныне солидным бизнесменам и чиновникам, которые оказывают влияние на политику и экономику страны в интересах западных концернов. С большим трудом Алёшину и Вергару удаётся собрать доказательства и подготовить публикацию для прессы, но Вергара убивают, а Алёшина под надуманным предлогом высылают из страны, изъяв все собранные материалы.

## В ролях
В главных ролях:
- Сергей Шакуров — Алёшин, советский журналист
- Михаил Волонтир — Уго Винчеро, миллионер
- Регимантас Адомайтис — Эдуард Вергар, фотокорреспондент
- Юрате Онайтите — Лиза
- Лилиана Лавалле — Люсия

В остальных ролях:
- Мануэль Каллау — мошенник
- Олегас Дитковскис — парень со шрамом
- Роберто Фиоре — президент
- Оскар Кандия — Мартинас
- Альмантас Грикявичюс — Симон
- Арнис Лицитис — Карденас, фотокорреспондент
- Оскар Ортис — Хорхе
- Хорхе Петралья — Сайферта
- Освальдо Санторо — Шарк
- Елена Седова — Амалия, секретарь Винчеро
- Вальтер Соубрие — Швандобер
- Альгирдас Шемешкявичюс — следователь
- Янина Матеконите — журналистка
- Саулюс Сипарис — молодой неофашист
- Альгимантас Жижюнас — фотокорреспондент на пресс-конференции

## О фильме
Совместный советско-аргентинский фильм. 
Снят объединением «Совинфильм» на базе Литовской киностудии при участии аргентинской киностудии «Aries Cinematografica» при поддержке Национального института кино (INCAA).
Съёмки велись в Аргентине. В фильме задействованы популярные латиноамериканские актёры.
Соавтором сценария выступил журналист-международник, собокор «Литературной газеты» в Латинской Америке Владимир Весенский.
Фильм участвовал в VIII международном Гаванском кинофестивале латино-американских фильмов (1986, Гавана).